# ECMAScript для XML
ECMAScript для XML (E4X) — расширение языка программирования, добавляющее естественную поддержку XML в стандарт языка ECMAScript. Цель — обеспечить альтернативу DOM-интерфейсам для упрощения синтаксиса для доступа к XML-документам. Также предлагается новый способ отображения XML. До выпуска E4X, доступ к XML всегда осуществлялся на объектном уровне. Вместо этого E4X рассматривает XML как примитивный тип (как например, строки, целые числа, булевы значения). Это обеспечивает повышение скорости доступа, лучшую поддерживаемость и удобство использования в качестве структуры данных программы.
E4X стандартизирован организацией Ecma International в стандарте ECMA-357. Первая версия была опубликована в июне 2004, вторая — в декабре 2005.

## Пример
```
var
 
sales
 
=
 
<
sales
 
vendor
=
"Джон"
>

    
<
item
 
type
=
"горох"
 
price
=
"4"
 
quantity
=
"6"
/>

    
<
item
 
type
=
"морковь"
 
price
=
"3"
 
quantity
=
"10"
/>

    
<
item
 
type
=
"чипсы"
 
price
=
"5"
 
quantity
=
"3"
/>

  
<
/sales>;

alert
(
 
sales
.
item
.(
@
type
 
==
 
"морковь"
).
@
quantity
 
);

alert
(
 
sales
.
@
vendor
 
);

for
 
each
(
 
var
 
price
 
in
 
sales
..
@
price
 
)
 
{

  
alert
(
 
price
 
);

}

delete
 
sales
.
item
[
0
];

sales
.
item
 
+=
 
<
item
 
type
=
"апельсины"
 
price
=
"4"
/>
;

sales
.
item
.(
@
type
 
==
 
"апельсины"
).
@
quantity
 
=
 
4
;

```

## Реализации
Первая реализация E4X была разработана Терри Лукасом и Джоном Шнайдером и появилась в «Weblogic Workshop 7.0» компании BEA Systems, выпущенном в феврале 2002 года. Реализация от BEA основывалась на Rhino и была выпущена прежде чем спецификации ECMAScript E4X были закончены (в июне 2004 года). Джон Шнайдер заодно написал статью о XML-расширениях в BEA «Workshop».
- E4X реализован в SpiderMonkey (движок JavaScript на основе Gecko), начиная с версии 1.6.0[1], и в Rhino (еще один движок JavaScript от Mozilla, написанный на Java вместо Си), начиная с версии 1.6R1[2].
- Поскольку Mozilla Firefox основан на Gecko, то его можно использовать для запуска скриптов, написанных с использованием E4X. Спецификация поддерживается в выпуске 1.5 и далее.
- Скриптовый язык ActionScript 3 от Adobe полностью поддерживает E4X. Ранние предварительные версии ActionScript 3 впервые стали доступны лишь в конце 2005 года. Adobe официально выпустила язык вместе с Flash Player 9 28 июня 2006 года.
- E4X доступен в Flash CS3, Adobe AIR и Adobe Flex, так как они используют ActionScript 3 в качестве языка скриптов.
- E4X также доступен в Adobe Acrobat и Adobe Reader версий 8.0 и выше.
- E4X доступен в сервере приложений Jaxer Ajax от компании Aptana, который использует движок Mozilla на стороне сервера.
- Начиная с релиза Alfresco Community Edition 2.9B, E4X также доступен в этой корпоративной системе документооборота.
- Mozilla Firefox 21 и более поздние версии больше не поддерживают E4X.